# Arbeitsgericht Zweibrücken
Das Arbeitsgericht Zweibrücken war ein bayerisches Arbeitsgericht mit Sitz in Zweibrücken.

## Geschichte
Gemäß Arbeitsgerichtsgesetz vom 23. Dezember 1926 wurden in Deutschland Arbeitsgerichte gebildet. Diese waren nur in der ersten Instanz organisatorisch selbstständige Gerichte, die Landesarbeitsgerichte waren den Landgerichten zugeordnet. Am Landgericht Zweibrücken entstand so 1927 das Landesarbeitsgericht Zweibrücken als eines von 23 Landesarbeitsgerichten in Bayern. In Zweibrücken entstand das Arbeitsgericht Zweibrücken als eines von vier Arbeitsgerichten des Landesarbeitsgerichts. Sein Sprengel umfasste den Gerichtsbezirk des Amtsgerichts Zweibrücken. Es bestand eine Kammer für Arbeiter und eine Kammer für das Handwerk. Daneben bestand eine Angestelltenkammer für den Landesarbeitsamtsbezirk (Arbeitsgerichts Landstuhl, Pirmasens und Zweibrücken)
Bereits 1929 wurde die Zahl der Arbeitsgerichte deutlich reduziert. Das Arbeitsgericht Zweibrücken blieb erhalten. Sein Sprengel erweiterte sich um den Gerichtsbezirk des Amtsgerichts Waldmohr, da das Arbeitsgericht Waldmohr aufgehoben wurde.
Nach der Besetzung Deutschlands durch die Alliierten wurden 1945 zunächst alle Gerichte geschlossen. Die ordentlichen Gerichte wurden schon bald wieder eröffnet, während die Arbeitsgerichte zunächst nicht wieder eingerichtet wurden, so dass arbeitsgerichtliche Streitigkeiten von den ordentlichen Gerichten erledigt werden mussten. Gemäß Kontrollratsgesetz 21 vom 30. März 1946 sollten in Deutschland Arbeitsgerichte aufgebaut werden. Mit dem Gesetz zur Errichtung von Arbeitsgerichten und das Verfahren in Arbeitsgerichtsstreitigkeiten vom 6. November 1947 sowie der Landesverfügung über die Errichtung der Arbeitsgerichte und die örtliche Abgrenzug der Arbeitsgerichtsbezirke vom 15. März 1948 wurde eine neue Rechtsgrundlage geschaffen. Das Arbeitsgericht Zweibrücken entstand hierbei nicht.